# Millia Rage
 Millia Rage è un personaggio immaginario appartenente alle serie di videogiochi picchiaduro Guilty Gear creata da Daisuke Ishiwatari. Compare fin dal primo videogioco della serie ed è una presenza quasi fissa.

## Creazione e Sviluppo
Millia prende il nome dalla band thrash-metal americana Meliah Rage. Daisuke Ishiwatari ha creato il personaggio di Millia per trasmettere, attraverso la sua relazione con la società, il messaggio di come sono i sentimenti di una persona che ama qualcuno che viene rifiutato dalla società.

### Profilo
Millia è una giovane donna russa bionda alta 169 centimetri e pesante 48 chili. Il suo gruppo sanguigno è B.
Le piace ricorrere i gatti e il suo onore,mentre disprezza Zato e perdere le lotte.

## Storia immaginaria
Dopo la morte dei suoi genitori, viene adottata in un vicino sindacato assassino,la gilda degli assassini Lì, impara il Sesto Hi-Deigokutsuipou (o le sei magie Proibite"), "Angra", che permette a  Millia di modellare i  propri capelli secondo la sua volontà.  Grazie all'ascesa al potere della Gilda, Millia lo sigilla all'interno di un portale dimensionale, e abbandona la gilda poco dopo, non trovando conforto nei modi crudeli di un assassino. In Guilty Gear (1998), Millia usa il Torneo di combattimento del Secondo Ordine Santo come metodo per rintracciare il fatto di evade la prigione dimensionale, che è fuggito dalla prigione dimensionale. Tuttavia, non può farlo come se fosse manipolata come il resto del cast, e lo spargimento di sangue del torneo rilascia Justice dal suo sonno.  È ancora alla ricerca di sin Guilty Gear X (2000).  con un equipaggiamento con i paesi liberi stabilirà un altro torneo, con un premio a chi cattura l'ingranaggio. Millia usa questa come un'altra occasione per trovare. Canonicamente, lei lo trova, apparentemente uccidendolo. A sua insaputa, una creatura simbiotica di nome Eddie prende il controllo del corpo di.
In Guilty Gear X2 (2002), riceve avvistamenti di un essere simile a quello della Bestia Proibita di zato, Eddie. In XX, Millia ha tre finali diversi. Nel primo, affronta la Cacciatrice poco prima che stesse per affrontare Eddie. Dopo un combattimento Millia riesce a tenere la sua terra, ma non riesce a sconfiggerlo, Slayer dice a Millia che i suoi capelli sono delle stesse origini di Eddie, anche se Millia dice che lo sa già. Nel secondo finale, sconfigge Slayer e successivamente uccide Eddie. Il terzo finale mostra che, dopo aver ucciso Eddie, seppellisce il corpo di. In Guilty Gear XX Accent Core Plus (2008), Millia si mette in gioco per trovare e uccidere Eddie e distruggere la Gilda degli Assassini. Nel suo primo finale, finisce la sua vendetta, mentre uccide Eddie. Continua a vivere in fuga dalla Gilda degli Assassini, ma non ha vacillato nella sua mente e continua a tenere i capelli sotto controllo. Nel secondo finale, però, perde il controllo dei suoi capelli e uccide accidentalmente Bridget. Mentre si erge inorridita sul suo atto, viene accidentalmente pugnalata alla schiena dal suo fan, ma si sentiva contenta mentre moriva come se stessa, non come un mostro.
Di Guilty Gear Xrd (2014), Millia aveva fatto pace con Venom e aveva lavorato insieme a lui per trovare il resuscitato zato-1. 
Millia è anche un personaggio giocabile nei giochi spin-off Guilty Gear Petit (2001),[10] Isuka (2003) Dust Strikers (2006), e Judgment (2006). Comparirà in Guilty Gear -STRIVE-.

## Poteri e abilità caratteristici
Il suo potere speciale è Angra che le consente la manipolazione dei suoi capelli.